# Macaranga velutiniflora
Macaranga velutiniflora là một loài thực vật có hoa trong họ Đại kích. Loài này được S.J.Davies mô tả khoa học đầu tiên năm 1999.